# Трибастоне II (Рагуза)
Трибастоне II је насеље у Италији у округу Рагуза, региону Сицилија.
Према процени из 2011. у насељу је живело 27 становника. Насеље се налази на надморској висини од 458 м.